# Sainte-Marie, Hautes-Alpes
Sainte-Marie är en kommun i departementet Hautes-Alpes i regionen Provence-Alpes-Côte d'Azur i sydöstra Frankrike. Kommunen ligger  i kantonen Rosans som ligger i arrondissementet Gap. År 2018 hade Sainte-Marie 37 invånare.

## Befolkningsutveckling
Antalet invånare i kommunen Sainte-Marie
Referens:INSEE